# 马增寿

马增寿（1940年8月15日—2017年1月31日），北平人，京剧表演艺术家，工丑行、中国国家一级演员。代表剧目有《杜鹃山》、《法门寺》等。

## 生平
马增寿1940年生于北平，1960年毕业于北京戏曲学校。师承叶盛章、慈少泉、李四广、张春华、郭元祥。曾先后在荀慧生京剧团、实验京剧团、北京京剧院工作。